# Torula herbarum

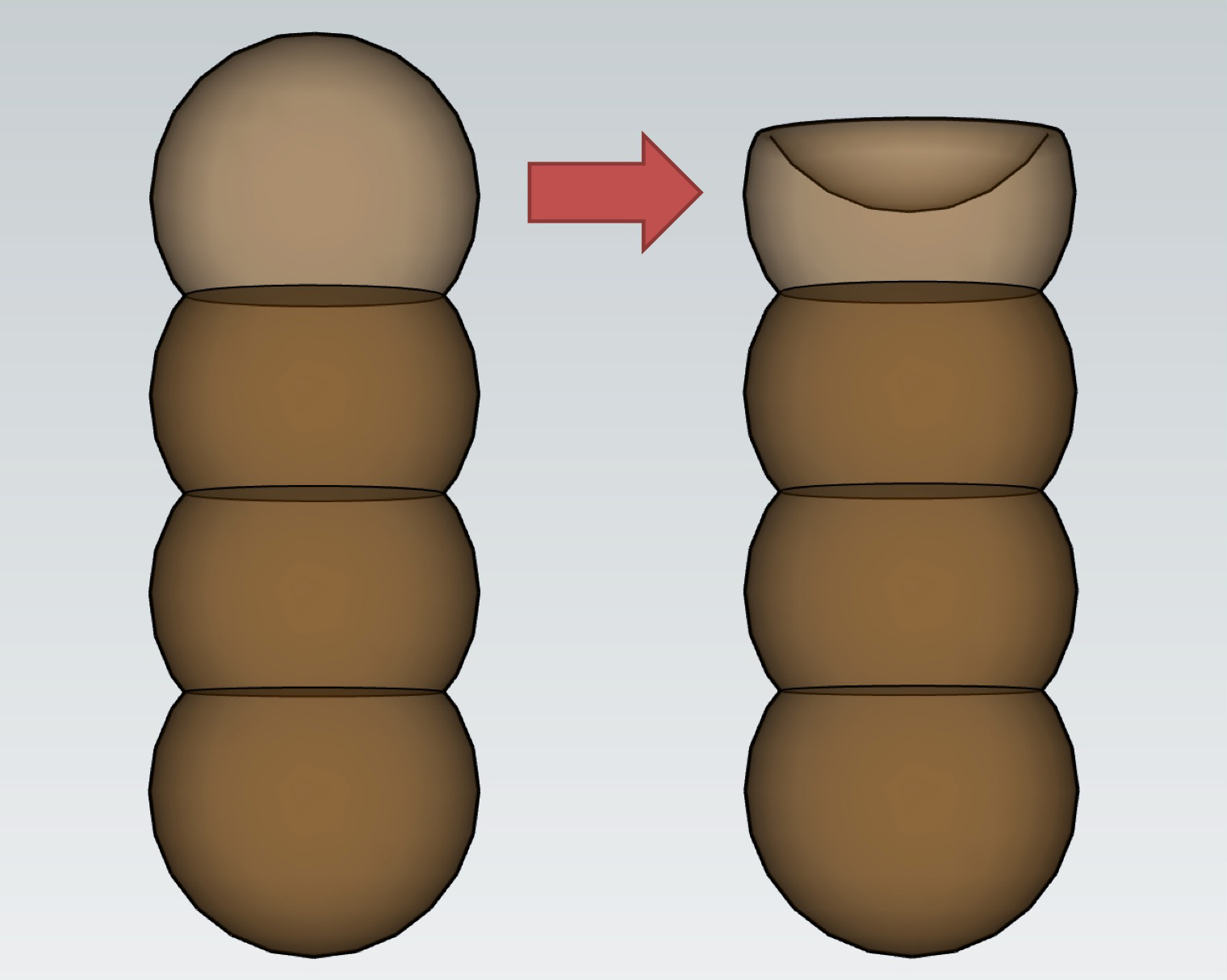
Zapadająca się komórka wierzchołkowa w łańcuchu konidiów

Torula herbarum (Pers.) Link – gatunek mikroskopijnych grzybów zaliczany do klasy Dothideomycetes.

## Systematyka i nazewnictwo
Pozycja w klasyfikacji według Index Fungorum: Torula, Torulaceae, Pleosporales, Pleosporomycetidae, Dothideomycetes, Pezizomycotina, Ascomycota, Fungi.
Po raz pierwszy opisał go w 1801 r. Christiaan Hendrik Persoon, nadając mu nazwę Monilia herbarum. W 1809 r. Johann Heinrich Friedrich Link przeniósł go do rodzaju Torula. Synonimy:
- Monilia herbarum Pers. 1801
- Torula herbarum f. quaternella Sacc. 1913
- Torula monilis Pers. 1795

## Morfologia i rozwój
Na podłożu Descr MFC-1391 kolonie początkowo mniej lub bardziej punktowe, później zlewające się, aksamitne, czarne. Po 2 tygodniach hodowli w temperaturze 25 °C kolonie pokrywają całą szalkę Petriego. Są płaskie, gładkie i równomiernie rozmieszczone, z umiarkowanie rozrośniętą grzybnią powietrzną i wyraźnym brzegiem. Rewers oliwkowoszary. Grzybnia wegetatywna złożona z delikatne rozgałęzionych łańcuchów o długości do 200 µm. Konidia powstają na ich końcu lub z boku i składają się z brązowych, napęczniałych komórek o zaokrąglonych po obu stronach końcach ze zwężeniami na septach. Liczba sept zwykle 2–3, rzadko 1 lub 4, powierzchnia kolczasta, brązowa, długość 9–26 µm i grubość 5–7,5 µm. Komórka wierzchołkowa jest zwykle jaśniej zabarwiona niż komórki dolne i po osiągnięciu dojrzałości ma tendencję do zapadania się do wewnątrz, tworząc charakterystyczną strukturę zwaną „komórką koronową (koroną)”. Łańcuchy łatwo się rozpadają. Mogą mieć wzór zygzakowaty, w którym jedna gałąź jest bardziej dominująca (wzrost sympodialny).
T. herbarum rośnie w temperaturach 24–28 °C. Wzrost nie występuje poniżej –5 °C i powyżej 37 °C.

## Występowanie
Gatunek kosmopolityczny, występujący na wszystkich kontynentach poza Antarktydą. Grzyb saprotroficzny rozwijający się na szczątkach roślinnych, drzewnych i glebie, często na martwych łodygach roślin zielnych lub w nich. Powoduje zgniliznę. Jest kolonizatorem wtórnym, co oznacza, że zazwyczaj rozwija się tylko na powierzchni już poddanej kolonizacji przez inne grzyby.

## Własności lecznicze
Torula herbarum wytwarza kilka metabolitów wtórnych, takich jak herbaryna, dehydroherbaryna, O-metyloherbaryna. Dehydroherbaryna i herbaryna wykazują słabe działanie przeciwbakteryjne, przeciwgrzybicze i przeciwamebowe wobec Entamoeba histolytica. Dehydroherbaryna wykazuje działanie przeciwbakteryjne, przeciwpasożytnicze i fitotoksyczne i ma działanie przeciwwirusowe przeciwko wirusowi zapalenia wątroby typu A. Działa przeciwdrobnoustrojowo na wiele gatunków bakterii, w tym Staphylococcus aureus i Escherichia coli. Herbaryna nie wykazywała tak silnych właściwości przeciwdrobnoustrojowych. Kiedy te dwie substancje chemiczne zbadano pod kątem cytotoksyczności, wykazały zmniejszony wpływ na normalną linię komórkową, ale większy wpływ na komórki raka piersi.